# 공손무지
공손 무지(公孫 無知, 기원전 729년 ~ 기원전 685년, 재위 기원전 685년)는 춘추 시대 제나라 제15대 후작으로 제 희공의 아우 이중년의 아들이다. 공손은 '공작의 손자'라는 의미이며, 무지는 이름이다.
희공의 총애를 받아 세자 제아와 같은 대우를 받았으나 양공이 즉위하자 대우가 박해져 불만을 품었다.
기원전 685년, 대부 연칭과 관지보에 의해 양공을 살해하고 왕으로 옹립되었다. 이에 양공의 아우 공자 규는 관중과 함께 노나라로 달아났고, 공자 소백은 포숙아와 함께 거나라로 달아났다.
그리고 얼마 지나지 않아 공손 무지와 연칭, 관지보와 함께 대부 옹름에게 살해당하고 공자 소백이 뒤를 이어 제나라 임금이 되었다.